# 7. armija (Austro-Ugarska)
7. armija (njem. 7. armee) je bila vojna formacija austrougarske vojske u Prvom svjetskom ratu. Tijekom Prvog svjetskog rata djelovala je na Istočnom bojištu. 

## Povijest
Sedma armija formirana je 8. svibnja 1915. na Istočnom bojištu na osnovi jedinica Armijske grupe Pflanzer-Baltin. Zapovjednikom armije imenovan je general konjice Karl von Pflanzer-Baltin, dotadašnji zapovjednik armijske grupe.
Odmah nakon formiranja 7. armija sudjeluje u ofenzivi Gorlice Tarnow (1. svibnja – 18. rujna 1915.). U navedenoj ofenzivi jedinice 7. armije napadaju rusku 9. armiju pod zapovjedništvom Platona Lečickog, te prelaze Dnjestar. Tijekom srpnja i kolovoza zauzimaju Stanislav i Halič, te prodiru do rijeke Seret gdje se bojište stabiliziralo.
U lipnju 1916. 7. armija pretrpjela je teške gubitke u Brusilovljevoj ofenzivi (4. lipnja – 20. rujna 1916.). Ruske su snage položaje koje je držala 7. armija napale takvom žestinom da je ista zbog teških gubitaka gotovo u potpunosti uništena. Sedma armija imala je 100.000 poginulih i ranjenih, te je prisiljena na povlačenje. Rusi su ponovno zauzeli Czernowitz i istočnu Bukovinu, te su doprli do važnih karpatskih prijevoja ugrožavajući time i samu Ugarsku. Zbog navedenog neuspjeha smijenjen je 8. rujna 1916. zapovjednik 7. armije Karl von Pflanzer-Baltin. Privremeno ga je zamijenio general konjice Karl von Kirchbach, koji je tijekom rujna i listopada uspio povratiti dio izgubljenih položaja. Njega je 20. listopada 1916. zamijenio general pukovnik Hermann Kövess, dotadašnji zapovjednik 3. armije.
U lipnju 1917. 7. armija je ponovno napadnuta od strane ruskih snaga u Kerenskijevoj ofenzivi (1. srpnja – 10. srpnja 1917.). Jedinice 7. armije najprije zaustavljaju ruski napad, da bi 19. srpnja krenule u protunapad u kojem su zauzele veći dio Bukovine s glavnim gradom Czernowitzem.

U siječnju 1918. jedinicama 7. armije pripojene su jedinice koje su činile 3. armiju koja je nakon toga rasformirana. Novim zapovjednikom 7. armije postao je 16. siječnja 1918. general pukovnik Karl Kritek, dotadašnji zapovjednik rasformirane 3. armije. Nakon neuspješnih pregovora u Brest-Litovsku u veljači 7. armija sudjeluje u prodoru i okupaciji Ukrajine tijekom kojih nije naišla na bilo kakav značajniji ruski otpor. Nakon završetka operacija, 7. armija je 15. travnja 1918. rasformirana.

## Zapovjednici
Karl von Pflanzer-Baltin (8. svibnja 1915. – 8. rujna 1916.)
Karl von Kirchbach (8. rujna 1916. – 20. listopada 1916.)
Hermann Kövess (20. listopada 1916. – 16. siječnja 1918.) 
Karl Kritek (16. siječnja 1918. – 15. travnja 1918.)

## Načelnici stožera
Theodor von Zeynek (8. svibnja 1915. – 8. rujna 1916.)

Ferdinand Demus-Moran (8. rujna 1916. – 30. rujna 1916.)

Alfred von Waldstätten (30. rujna 1916. – 2. ožujka 1917.) 

Eduard von Steinitz (2. ožujka 1917. – 29. kolovoza 1917.)

## Bitke
Ofenziva Gorlice-Tarnow (1. svibnja – 18. rujna 1915.)

Brusilovljeva ofenziva (4. lipnja – 20. rujna 1916.)

Kerenskijeva ofenziva (1. srpnja – 10. srpnja 1917.)

## Sastav
- svibanj 1915.: III. korpus, XI. korpus, XIII. korpus, Korpus Czibulka, Grupa Marschall, Grupa Ljubičić
- lipanj 1915.: III. korpus, XI. korpus, XIII. korpus, Korpus Czibulka, Grupa Benigni
- rujan 1915.: XI. korpus, XIII. korpus, Korpus Benigni, Korpus Henriquez
- listopad 1915.: VI. korpus, XI. korpus, XIII. korpus, Korpus Benigni, Korpus Hadfy
- prosinac 1915.: VI. korpus, XI. korpus, XIII. korpus, Korpus Benigni, Korpus Hadfy
- siječanj 1916.: VI. korpus, XI. korpus, XIII. korpus, Korpus Benigni, Korpus Hadfy
- lipanj 1916.: VI. korpus, XI. korpus, XIII. korpus, Korpus Benigni, Korpus Hadfy
- srpanj 1916.: XI. korpus, Konjički korpus Brudermann, Grupa Krauss
- rujan 1916.: I. korpus, XXV. pričuvni korpus
- listopad 1916.: XXV. pričuvni korpus, Grupa Brudermann
- studeni 1916.: XI. korpus, XXV. pričuvni korpus, Karpatski korpus
- siječanj 1917.: XI. korpus, XXV. pričuvni korpus, Karpatski korpus
- ožujak 1917.: I. korpus, XI. korpus, XXV. pričuvni korpus, Karpatski korpus
- srpanj 1917.: I. korpus, XI. korpus, Karpatski korpus, Grupa Pichler
- listopad 1917.: XI. korpus, XVII. korpus, XXVI. korpus, Karpatski korpus, Grupa Herberstein
- prosinac 1917.: XI. korpus, XXVI. korpus
- veljača 1918.: Grupa KosakKarl von Kirchbach, zapovjednik 7. armije od rujna 1916.

## Vojni raspored 7. armije u ofenzivi Gorlice-Tarnow
Zapovjednik: general konjice Karl von Pflanzer-Baltin

- XI. korpus (podmrš. Ignaz von Korda)
  - 42. honvedska divizija (genboj. Stracker)
  - 5. honvedska konjička divizija (genboj. Apor)
  - 6. konjička divizija (genboj. Schwer)

- XIII. korpus (genpj. Adolf von Rhemen)
  - 6. pješačka divizija (podmrš. Schönburg-Hartenstein)
  - 5. pješačka divizija (podmrš. Habermann)
  - Grupa Ljubičić (gentop. Stefan Ljubičić)

- Korpus Czibulka (podmrš. Claudius Czibulka)
  - 36. pješačka divizija (podmrš. Schreiter)
  - 15. pješačka divizija (podmrš. Benigni)

- Korpus Marschall (genkonj. Wolf Marschall von Altengottern)
  - 30. pješačka divizija (podmrš. Kaiser)
  - 10. konjička divizija (genboj. Herberstein)Hermann Kövess, zapovjednik 7. armije od listopada 1916.

## Vojni raspored 7. armije u rujnu 1915.
Zapovjednik: general konjice Karl von Pflanzer-Baltin

- XIII. korpus (genpj. Adolf von Rhemen)
  - 36. pješačka divizija (podmrš. Schreitter)
  - 15. pješačka divizija (genboj. Stracker)

- Korpus Henriquez (podmrš. Johann von Henriquez)
  - 8. konjička divizija (podmrš. Lehmann)
  - 30. pješačka divizija (podmrš. Kaiser)

- Korpus Benigni (podmrš. Siegmund von Benigni)
  - 6. konjička divizija (genboj. Schwer)
  - 3. konjička divizija (podmrš. A. Brudermann)
  - 6. pješačka divizija (podmrš. Schönburg-Hartenstein)
  - 5. honvedska konjička divizija (podmrš. Apor)
  - 5. pješačka divizija (podmrš. Habermann)

- XI. korpus (genkonj. Ignaz von Korda)
  - 42. honvedska divizija (podmrš. Lipošćak)Karl Kritek, posljednji zapovjednik 7. armije

## Vojni raspored 7. armije u prosincu 1915.
Zapovjednik: general konjice Karl von Pflanzer-Baltin

- VI. korpus (genpj. Artur Arz von Straussenburg)
  - 39. honvedska divizija (genboj. Dani)
  - 12. pješačka divizija (genboj. Hinke)

- XIII. korpus (genpj. Adolf von Rhemen)
  - 36. pješačka divizija (podmrš. Schreitter)
  - 15. pješačka divizija (genboj. Richard-Rostczil)

- Korpus Hadfy (podmrš. Emmerich Hadfy)
  - 6. konjička divizija (genboj. Schwer)
  - 30. pješačka divizija (genboj. Jesser)

- Korpus Benigni (gentop. Siegmund von Benigni)
  - 5. pješačka divizija (podmrš. Habermann)
  - 3. konjička divizija (podmrš. A. Brudermann)
  - 8. konjička divizija (genboj. Scnehen)

- XI. korpus (genkonj. Ignaz von Korda)
  - 42. honvedska divizija (podmrš. Lipošćak)

## Vojni raspored 7. armije u Brusilovljevoj ofenzivi
Zapovjednik: general pukovnik Karl von Pflanzer-Baltin

- XI. korpus (genkonj. Ignaz von Korda)
  - 5. pješačka divizija (podmrš. Habermann)
  - 40. honvedska divizija (genboj. Nagy)
  - 24. pješačka divizija (podmrš. Urbarz)

- Korpus Benigni (gentop. Siegmund von Benigni)
  - 3. konjička divizija (podmrš. A. Brudermann)
  - 30. pješačka divizija (genboj. Jesser)
  - 42. honvedska divizija (podmrš. Šnjarić)
  - 8. konjička divizija (genboj. Scnehen)
  - 5. honvedska konjička divizija (podmrš. Apor)
  - 51. honvedska divizija (genboj. Foglar)

- Korpus Hadfy (podmrš. Emmerich Hadfy)
  - 21. zaštitna divizija (genboj. Podhajsky)
  - 6. konjička divizija (genboj. Schwer)

- XIII. korpus (genpj. Adolf von Rhemen)
  - 15. pješačka divizija (genboj. Weiss-Tihanyi)
  - 2. konjička divizija (genboj. Abele)
  - 36. pješačka divizija (puk. Löw)

- VI. korpus (genpj. Artur Arz von Straussenburg)
  - 12. pješačka divizija (podmrš. Hinke)
  - 39. honvedska divizija (genboj. Dani)

## Vojni raspored 7. armije u studenom 1916.
Zapovjednik: general pukovnik Hermann Kövess

- XI. korpus (podmrš. Hugo von Habermann)
  - 11. honvedska konjička divizija (genboj. Jony)
  - 5. honvedska konjička divizija (podmrš. Apor)
  - 6. konjička divizija (gebboj. Schwer)

- I. korpus (gentop. Viktor von Scheuchenstuel)
  - 8. konjička divizija (genboj. Schnehen)
  - 59. pješačka divizija (genboj. Kroupa)
  - 40. honvedska divizija (genboj. Mouillard)

- Karpatski korpus (genpor. Richard von Conta)
  - 1. pješačka divizija (genboj. Paschen)
  - 200. pješačka divizija (genboj. Boess)

- XXV. pričuvni korpus (genpor. Karl Suren)
  - 117. pješačka divizija (genboj. Seydel)
  - 30. pješačka divizija (podmrš. Jesser)
  - 34. pješačka divizija (genboj. Škvor)
  - 12. pješačka divizija (podmrš. Hinke)

- Konjički korpus Brudermann (podmrš. Adolf von Brudermann)
  - 3. konjička divizija (puk. Kirsch)
  - 10. konjička divizija (genboj. Bauer)
  - 10. bavarska divizija (genpor. Burkhardt)

## Vojni raspored 7. armije u Kerenskijevoj ofenzivi
Zapovjednik: general pukovnik Hermann Kövess

- XI. korpus (podmrš. Hugo von Habermann)
  - 51. honvedska divizija (genboj. Benke)
  - 74. honvedska divizija (genboj. Grallert)

- Karpatski korpus (genpor. Richard von Conta)
  - 40. honvedska divizija (genboj. Nagy)
  - 1. pješačka divizija (genboj. Paschen)
  - 200. pješačka divizija (genboj. Boess)

- XVII. korpus (podmrš. Ludwig von Fabini)
  - 8. konjička divizija (genboj. Dokonal)
  - 34. pješačka divizija (genboj. Luxardo)
  - 30. pješačka divizija (podmrš. Jesser)

- Grupa Apor (podmrš. Samuel Apór)
  - 5. honvedska konjička divizija (podmrš. Apór)
  - 6. konjička divizija (genboj. Schwer)

- Grupa Pichler (podmrš. Kletus von Pichler)
  - 11. honvedska konjička divizija (genboj. Jony)
  - 59. pješačka divizija (podmrš. Pichler)

- Grupa Krauss (podmrš. Alfred Krauss)
  - 117. pješačka divizija (genboj. Seydel)

## Vanjske poveznice
(eng.) 7. armija na stranici Austrianphilately.com  Arhivirana inačica izvorne stranice od 20. ožujka 2021. (Wayback Machine)

(eng.) 7. armija na stranici Austro-Hungarian-Army.co.uk